# Dryadella litoralis
Dryadella litoralis là một loài thực vật có hoa trong họ Lan. Loài này được Campacci mô tả khoa học đầu tiên năm 2007.